# Rudolf Otto

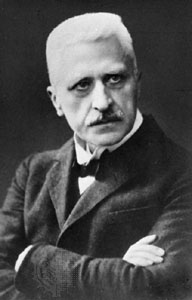
Rudolf Otto

Rudolf Otto (ur. 25 września 1869 w Peine, zm. 6 marca 1937 w Marburgu) – niemiecki filozof, przedstawiciel fenomenologii i teolog protestancki, religioznawca, autor.

## Życiorys
W maju 1888 roku wstąpił na uniwersytet w Erlangen, gdzie podjął studia teologiczne; w roku 1898 na uniwersytecie w Getyndze obronił rozprawę doktorską na temat Ducha Świętego u Lutra. W roku 1906 po trwającej osiem lat pracy na stanowisku docenta prywatnego otrzymał nominację na profesora nadzwyczajnego. W roku 1915 został powołany na katedrę teologii systematycznej we Wrocławiu, a w roku 1917 w Marburgu. Za sprawą podróży do Indii, Sri Lanki, Japonii, na Bliski Wschód i do Afryki Otto zaczął się interesować religiami Wschodu, a zwłaszcza hinduizmem.

## Dzieła
- 1917 – Świętość: elementy irracjonalne w pojęciu bóstwa i ich stosunek do elementów racjonalnych (tytuł oryginalny: Das Heilige. Über das Irrationale in der Idee des Göttlichen und sein Verhältnis zum Rationalen), najważniejsze dzieło R. Otto. W książce tej autor analizuje doświadczenie świętości, podkreśla jednak, iż zrozumieją go tylko ci, którzy sami mieli podobne doświadczenie. On jedynie jest tym, który podaje wskazówki. W dziele tym Otto rozprawił się z doświadczeniem sacrum. Jego zdaniem zawiera ono element irracjonalności, albowiem związane z tym uczucia wymykają się ujęciu racjonalnemu; na doświadczenie to można jedynie wskazywać za pomocą ideogramów czy pojęć interpretacyjnych. Nieredukowalne czynniki tego doświadczenia Otto określił – za Lutrem, który wszakże nie używał tych pojęć – mianami mysterium tremendum i mysterium fascinans.
- 1926 – Mistyka Wschodu i Zachodu (West-östliche Mystik) Otto porównuje pobożność i mistykę hinduizmu i chrześcijaństwa. Uznaje podobieństwa, ostatecznie jednak dochodzi do wniosku o wyższości Ewangelii nad Wedantą.
- 1930 – Die Gnadenreligion Indiens und das Christentum.

## Myśl filozoficzna
R. Otto jest przedstawicielem fenomenologii. Koepp zaliczając go do fenomenologów wyjaśnia, że jego filozofia charakteryzuje się:
- Zbieraniem prywatnych dokumentów i innych form wyrażenia doświadczenia religijnego, przeszłego i obecnego i
- Czystym opisem zjawisk religijnych.
- Dotarcie do istoty zjawiska, badanie go w oderwaniu od pozostałych
- Oparcie się na wewnętrznych przeżyciach

R. Otto korzysta z metody analizy która polega na:
- Wyizolowaniu, określeniu i koncentracji na zjawisku religijnym
- Wskazaniu na telos, cel lub zasadniczy motyw zjawiska
- Ukazaniu wewnętrznej struktury zjawiska w świetle telosu oraz
- Porównaniu z pokrewnymi zjawiskami religijnymi.

## Stosunek do religii

### Ogólna charakterystyka
Według R. Otto źródłem religii jest uczuciowa reakcja na numinosum. Najważniejszą cechą religii jest jej irracjonalność i uczuciowy element. Podstawowym pojęciem używanym przez R. Otto jest numinotyczność – łac. numen, czyli bóstwo. Doświadczenie numinotyczne charakteryzujące wyznawcę każdej religii, jest jednak poza możliwością wypowiedzenia. Numinosum charakteryzuje się niesamowitością, dziwem. Przedmiotem świadomości numinotycznej jest mysterium, lecz tylko negacja i paradoks są środkami do jego ogarnięcia. Z jednej strony to mysterium tremendum, tzn. przedmiot pełen grozy, wywołujący lęk. Z drugiej strony to mysterium fascinans – przedmiot pociągający, fascynujący jak nic innego. Najważniejsze jest nieredukowalne (antyredukcjonizm) uczucie, przeżywanie sfery sacrum, w stosunku do której ma się odczucia ambiwalentne- strach i lęk oraz fascynację. Jego poglądy zatem są pokrewne z poglądami Claude’a Lévi-Straussa, Mircei Eliadego oraz Carla Gustava Junga.

### Rodzaje doświadczenia religijnego

#### Mysterium tremendum
R. Otto tak opisuje mysterium tremendum: „Uczucie to może łagodnym strumieniem przepłynąć przez jaźń w formie lekkiego, spokojnego nastroju głębokiego skupienia […] może też wydobyć się z duszy nagle i mogą towarzyszyć mu wstrząsy i konwulsje. Może prowadzić do dziwnego podniecenia, upojenia, zachwytu i ekstazy. Ma swoje dzikie i demoniczne formy. Może sprowadzić się niemal do upiornych dreszczy i ciarek.” Według R. Otto mysterium tremendum ma swoje elementy, kolejno posiada ono:
1. Element grozy: „Jest to strach pełen wewnętrznego drżenia, jako że nie może wzbudzić go nic stworzonego, nawet to, co najgroźniejsze i wszechmocne. Ma on w sobie coś <<upiornego>>.” Księga Hioba (9,34;13,21). To ira, orge, gniew Jahwe, widoczny zwłaszcza religii ludów prymitywnych, wywołuje reakcję na ciele, np. dreszcze, „gęsia skórka jest czymś nadprzyrodzonym” – jak tłumaczy R. Otto, ponadto może ulec stłumieniu, ale zawsze daje o sobie znać.
2. Majestatu: tzw. majestas, jak pisze R. Otto: „Ja jestem niczym, Ty jesteś wszystkim!”. Jest to uczucie całkowitej wyższości Jego jako wszechmocnego.
3. Mocy: wyczuwalny w gniewie, wyraża się w ideogramach namiętności, woli, siły, ruchu, aktywności, podniecenia. Podkreśla witalny charakter przedmiotu numinotycznego.
4. Tajemnicy: tzw. misterium, „coś całkiem innego”, mirum, „Bóg, którego można pojąć, nie jest Bogiem” jak twierdzi Tersteegen. Pojawia się tu pojęcie stupor, czyli osłupiałe zdumiewanie się, absolutne osłupienie. R. Otto wyjaśnia, że „szczególny urok tego, co upiorne, polega raczej na tym, że jest ono czymś dziwnym (mirum) i jako takie, działając samo przez się na wyobraźnię, rozbudza zainteresowanie i ogromną ciekawość”.
Tajemnica ma 3 stopnie:
a) stopień czegoś wyłącznie dziwnego,
b) stopień paradoksu,
c) stopień antynomii.

#### Mysterium fascinans
„Misterium jest nie tylko czymś dziwnym, lecz także czymś cudownym. I obok elementu szału występuje element oczarowania, wprawiania w zachwyt, wywoływania szczególnego zachwytu, element prowadzący często do odurzenia i upojenia, dionizyjski element oddziaływań numenu.” Elementami mysterium fascinans są:
- fascynacja
- miłość, łaska i
- zbawienie.

„Zawładnąć numenem oraz być ogarniętym przez numen staje się celem samym w sobie, dąży się do osiągnięcia go ze względu na nie samo przy użyciu najbardziej wyrafinowanych i wymyślnych praktyk ascetycznych.[…]A trwanie w tych osobliwych, często dziwacznych stanach numinotyczne podniosłości staje się samo dobrem, a nawet zbawieniem, które różni się całkowicie od dóbr świeckich.[…]Język tylko bełkoce o takim uszczęśliwieniu” – jak pisze R. Otto.
Katarzyna Genueńska próbuje przybliżyć nam ów stan słowami: „O, gdybym mogła wam powiedzieć, czego serce doznaje, jak wewnętrznie płonie i goreje. Ale nie znajduję słów, aby to wyrazić. Mogę tylko powiedzieć: gdyby choć kropla z tego, co czuję, spadła do piekła, piekło przemieniłoby się w raj”. Tak więc „misterium tremendum jest jednocześnie po prostu fascinans i że w tym podwójnym elemencie – nieskończenie pełnym grozy, a zarazem nieskończenie cudownym – mysterium na swoją właściwą, pozytywną, podwójną treść, która objawia się w uczuciu.”

### Numinosum i uczucie numinotyczne
To coś niepoznawalnego, „siła, która oddziaływa na człowieka, napawa go przerażeniem i lękiem, a równocześnie pociąga go i zniewala” jak pisze Józef Keller. Można zauważyć tu podobieństwo do rzeczy samej w sobie Kanta. To kategoria religijna, aprioryczna, niezależna od historii, kultury itp. Skąd wiemy że istnieje? Dzięki sensus numinis, odczuciu. Sensus numinis, odczucie boskości jest warunkiem religii, jak tłumaczy R. Otto, „ żyje w każdej religii jako coś, co dla niej jest czymś najbardziej skrytym i bez czego nie byłaby ona w ogóle religią”. Skutkiem bojaźni jest uczucie zależności stworzenia (to nawiązanie do Schleiermachera), jest „uczuciem stworzenia, które pogrążone jest we własnej nicości i przemijaniu wobec tego, co jest ponad wszelkim stworzeniem”. To „uczucie całkowitej zależności samego siebie zakłada uczucie całkowitej wyższości (i niedostępności) numinosum” – jak pisze R. Otto.
Uczucie numinotyczne „jest uczuciem, którego nie da się wyprowadzić z żadnego innego uczucia, które się z żadnego innego nie rozwinie, lecz jest uczuciem jakościowo odrębnym, oryginalnym, jest uczuciem pierwotnym nie w znaczeniu czasowym, lecz zasadniczym”.
Otto próbował rozwiązać problem sacrum jako niewspółmierny i całkiem inny w stosunku do pojęć, zasad moralnych i religii pozytywnej w ten sposób, że odniósł się do wysuniętej przez Immanuela Kanta idei schematyzacji. Doświadczenie numinalne miałoby zatem przypominać pojęcia i zasady miłości i potęgi Boga, toteż wprawdzie nie można go opisać, można je jednak powiązać z myśleniem i działaniem. W konsekwencji tej schematyzacji sacrum pojawia się jako złożona kategoria wartości a priori.
O uczuciu numinotycznym pisze Carl Gustav Jung odnosząc się do Otta, w rozdziale pod tytułem 'Dobro i zło w Psychologii Analitycznej', kiedy staje wobec pacjenta mającego nadmiar uczucia i, jako terapeuta, nie wie jak poczynać. Ta niewiedza pochodzi z sytuacji napiętej w której istnieje fakt paradoksalny że Jung znajduje się przed pewnym aspektem boskim, o wiele silniejszym od niego z którym logika nie może sobie dać rady, jako że to jest, w słowach Otta, tremendum i fascinosum. Jung nie jest w stanie numinosum pokonać, jedynie może się doń odsłonić, dać się opanować i poddać się jego znaczeniu.

### Element numinosum – sanctus
Sanctus znaczy „ponadświatowy”, nie jest kategorią moralną. Otto wprowadza także istotny termin augustum. „Fascinans byłoby zatem w numenie to, dzięki czemu jest ono dla mnie wartością subiektywną, uszczęśliwiającą. Augustum zaś byłoby ono o tyle, o ile jest samo w sposobie wartością obiektywną, budząca szacunek. A ponieważ tego rodzaju augustum jest istotnym elementem numinosum, religia z istoty swej […] jest najbardziej wewnętrznym zobowiązaniem dla sumienia […] (co wynika) z uznającego poddania się najświętszej wartości” – jak tłumaczy.

### Grzech i rozgrzeszenie
Aby zrozumieć je, trzeba „poruszyć głębie tego, co irracjonalne”. R. Otto rozróżnia wartość numinotyczną od numinotycznej bezwartościowości, którą odczuwa człowiek wierzący wobec Boga. Dotyczy to „poczucia, że jako profan nie jest się godnym stać w pobliżu augustum”. Człowiek według R. Otto wobec numen czuje lęk i uczucie bezwartościowości.

### Środki wyrazu numinosum
- Bezpośrednie: uczucia się nie można nauczyć, ale można je wzbudzić, np. określona rzecz, uroczysta postawa, gest, nastrój, mina, uroczyste gromadzenie się itp.
- Pośrednie: środki wyrazu dla podobnych uczuć dziedziny naturalnej, tj. strach (np. bogowie indyjscy), okazałość lub wzniosłość (np. Izajasz opisujący wysoki tron, królewską postać, aniołów), cud, tajemniczość uzyskana za pomocą sposobu mówienia, np. łacina mszalna.
- W sztuce: np. wzniosłość w architekturze (Egipt, gotyk) co daje wrażenie czegoś magicznego, postacie Buddy, sztuka chińskiego malarstwa pejzażowego i hagiograficznego w klasycznych epokach dynastii Tang i Song, muzyka (np. Msza h-moll Johanna Sebastiana Bacha, część incarnatus).

R. Otto podkreśla różnicę między Zachodem a Wschodem świata. Ten pierwszy charakteryzuje się przez ciemność i milczenie, drugi zaś dodaje do nich próżnię i przestrzenną pustkę (co wyraża się np. w sztuce malowania pustki w malarstwie chińskim).

### Numinosum wStarym Testamencie
To na przykład pierwiastek demoniczny i anielski, oczekiwanie końca świata, lęk przed Bogiem, gniew, świętość, gorliwość Jahwe, np. numinotyczna opowieść o ukazaniu się Boga w krzaku gorejącym czy sny i wizje Ezechiela lub księga Hioba.

### Numinosum wNowym Testamencie
To „ewangelia królestwa”, nazwa „święty”, agonia Jezusa w noc gethsemańską, numinotyczne usposobienie św. Pawła (nauka o predestynacji) czy św. Jana, który rzekł: „Bóg jest duchem” (4,24).

## Wpływy
Rudolf Otto wywarł niezwykle silny wpływ na teologię i religioznawstwo XX wieku. Do jego dzieła nawiązywali, między innymi, Paul Tillich, Mircea Eliade, Gerardus van der Leeuw.

## Dodatek
R. Otto podaje wiele przykładów hymnów numinotycznych. Jednym z nich jest Atta nimsa:
„Tyś jest!

Ani ucha słyszenie, ani oka patrzenie

Dosięgnąć Cię nie może.

Żadne „jak”, „dlaczego” i „gdzie”

Do Ciebie nie pasuje.

Tyś jest!

Ukryta jest tajemnica Twoja-

Któż ją zgłębić może?-

Tak głęboko, tak głęboko.

Któż zrozumieć zdoła?”